# Lesquerella fremontii
Espèce
Lesquerella fremontii est une une espèce de plantes à fleurs de la famille des Brassicaceae dont l'aire de répartition est limitée au nord-ouest des États-Unis d'Amérique dans le Wyoming.